# Holziken
Holziken – gmina (niem. Einwohnergemeinde) w północnej Szwajcarii, w kantonie Argowia, w okręgu Kulm. 31 grudnia 2014 liczyła 1301 mieszkańców.